# Zbigniew Szlufcik
Zbigniew Szlufcik, znany też jako Zibi Szlufcik (ur. 14 marca 1967) – polski biathlonista i niemiecki triathlonista.

## Życiorys
Był zawodnikiem Górnika Wałbrzych i niemieckiej drużyny SC Monte Kaolino Hirschau. Z Górnikiem Wałbrzych zdobył wicemistrzostwo Polski juniorów (1985) i mistrzostwo Polski juniorów w sztafecie 3 × 7,5 km. W 1987 zdobył wicemistrzostwo Polski w sztafecie 4 × 7,5 km.
Reprezentował Polskę na mistrzostwach świata juniorów w 1987 (21 m w biegu indywidualnym, 38 m w sprincie, 12 m w sztafecie).
W 1988 pozostał na stałe w Niemczech. W latach 1993–1999 pracował jako trener juniorów w SC Monte Kaolino Hirschau. Od 2000 posiada obywatelstwo Niemiec. W barwach Niemiec startował w triathlonie zimowym (bieg, wyścig rowerowy i bieg narciarski), do jego największych sukcesów należało mistrzostwo świata w 2001 i brązowy medal mistrzostw świata w 1999. Jest organizatorem zawodów triathlonowych pod marką Challenge Family.
Jest absolwentem Deutsche Sporthochschule w Kolonii. W sierpniu 2019 został trenerem niemieckiej kadry juniorów w biathlonie.